# Nikołaj Gorlinski
Nikołaj Dmitrijewicz Gorlinski (ros. Николай Дмитриевич Горлинский, ur. 11 lipca?/24 lipca 1907 w Achtyrce, zm. 15 stycznia 1965 w Moskwie) – funkcjonariusz radzieckich służb specjalnych, generał porucznik.

## Życiorys
Urodzony w rodzinie ukraińskiego robotnika, 1915-1917 kształcił się w szkole w Achtyrce, później był robotnikiem rolnym, od kwietnia 1920 w organach Czeki. Od lipca 1922 do czerwca 1925 funkcjonariusz okręgowego oddziału GPU w Achtyrce, później maszynista w okręgowych oddziałach GPU w Charkowie i Nowogrodzie Siewierskim, 1927-1928 uczył się w wieczorowej szkole partyjnej w Głuchowie, od czerwca 1930 do listopada 1931 pełnomocnik okręgowego oddziału GPU w Konotopie, od października 1931 członek WKP(b). Od listopada 1931 do stycznia 1932 pełnomocnik sumskiego sektora operacyjnego GPU, od stycznia do marca 1932 pracownik charkowskiego sektora operacyjnego GPU, od marca 1932 do marca 1933 w Centralnej Szkole OGPU ZSRR, po ukończeniu której wrócił do pracy w charkowskich organach GPU/NKWD, od lutego 1935 do listopada 1936 szef rejonowego oddziału NKWD w obwodzie czernihowskim, od 22 marca 1936 porucznik bezpieczeństwa państwowego. Od listopada 1936 do lipca 1937 pomocnik szefa Oddziału 2 Wydziału Tajno-Politycznego Zarządu Bezpieczeństwa Państwowego (UGB) Zarządu NKWD obwodu czernihowskiego, od lipca 1937 do kwietnia 1938 pełnomocnik operacyjny Oddziału 11 Wydziału 4 Głównego Zarządu Bezpieczeństwa Państwowego, od kwietnia do października 1938 pełnomocnik operacyjny Wydziału 4 Zarządu 1 NKWD ZSRR, od 1 listopada do 7 grudnia 1938 pełnomocnik operacyjny Wydziału 2 Głównego Zarządu Bezpieczeństwa Państwowego, od 7 grudnia 1938 do 22 sierpnia 1940 2 zastępca ludowego komisarza spraw wewnętrznych Ukraińskiej SRR, 14 marca 1940 awansowany na starszego majora bezpieczeństwa państwowego. Od 22 sierpnia 1940 do 26 lutego 1941 zastępca szefa Wydziału 3 Głównego Zarządu Bezpieczeństwa Państwowego, od 26 lutego 1941 zastępca szefa, a od 1 kwietnia do 31 lipca 1941 szef Zarządu 3 NKGB ZSRR, od 31 lipca 1941 do 11 sierpnia 1942 szef Zarządu 3 NKWD ZSRR, od sierpnia 1942 do 7 maja 1943 pełnomocnik NKWD ZSRR ds. walki z bandytyzmem na Północnym Kaukazie i ochrony przełęczy Grzbietu Kaukaskiego przy Froncie Północno-Kaukaskim, 14 lutego 1943 mianowany komisarzem bezpieczeństwa państwowego, brał udział w organizacji ochrony konferencji w Teheranie. Od 7 maja 1943 do 14 września 1945 szef Zarządu NKGB Kraju Krasnodarskiego, od czerwca do sierpnia 1945 odkomenderowany do Berlina i Poczdamu, 2 lipca 1945 mianowany komisarzem bezpieczeństwa państwowego 3 rangi, a 9 lipca 1945 generałem porucznikiem. Od 14 września 1945 do kwietnia 1947 pełnomocnik NKWD/NKGB/MWD/MGB w Estońskiej SRR, od 19 czerwca 1947 do 23 lutego 1949 szef Zarządu MGB Kraju Krasnodarskiego, od 23 lutego do 21 kwietnia 1949 minister bezpieczeństwa państwowego Litewskiej SRR, od 21 kwietnia 1949 do 29 sierpnia 1951 szef Zarządu MGB obwodu leningradzkiego. Od 29 grudnia 1951 do 3 czerwca 1952 zastępca szefa Zarządu Wołżańskiego Poprawczego Obozu Pracy ds. Obozów MWD ZSRR, od 3 czerwca 1952 do 17 marca 1953 zastępca szefa Zarządu Poprawczego Obozu Pracy i Budownictwa nr 16 MWD ZSRR ds. Pracy Operacyjnej, od 17 marca 1953 do 17 marca 1954 szef Zarządu 5 MWD ZSRR, później w dyspozycji Zarządu Kadr KGB ZSRR, 
28 czerwca 1954 zwolniony ze służby. 23 listopada 1954 pozbawiony stopnia generalskiego "za zdyskredytowanie siebie podczas pracy w organach bezpieczeństwa państwowego". 15 marca 1956 wykluczony z partii.

## Odznaczenia
- Order Lenina (12 maja 1945)
- Order Czerwonego Sztandaru (pięciokrotnie - 26 kwietnia 1940, 8 marca 1944, 3 listopada 1944, 16 września 1945 i 24 listopada 1950)
- Order Kutuzowa II klasy (24 lutego 1945)
- Order Wojny Ojczyźnianej I klasy (24 sierpnia 1949)
- Order Czerwonej Gwiazdy (dwukrotnie - 20 września 1943 i 25 października 1943)

I 5 medali.